# Murat Aygen
Murat Aygen (* 29. Oktober 1971 in Diyarbakır als Murat Ağlatçı) ist ein türkischer Schauspieler.

## Leben und Karriere
Aygen wurde am 29. Oktober 1971 in Diyarbakır geboren. Er studierte Biologie an der Universität Istanbul, wechselte aber 1998 an die Mimar Sinan Üniversitesi. Zwischen 1991 und 1995 arbeitete er an verschiedenen Orten auf der Bühne, darunter am Istanbul City Theatre. In den folgenden Jahren arbeitete er als Therapeut, Solist und Fakultätsmitglied in einer Reihe von Institutionen und Organisationen. Sein Debüt gab er 2005 in dem Fernsehfilm Ankara Ekspresi. Danach spielte er in der Fernsehserie Paramparça Aşklar mit. 2010 war er in dem Kinofilm Av Mevsimi zu sehen. Außerdem trat er 2010 in der Serie Kül ve Ateş auf. Im selben Jahr heiratete er Nihan Aslı Elmas. Seinen Durchbruch hatte er 2013 in Medcezir. Anschließend wurde er für die Serie İstanbullu Gelin gecastet. Von 2019 bis 2021 bekam er in Mucize Doktor die Hauptrolle.

## Filmografie (Auswahl)
Filme
- 2005: Ankara Ekspresi
- 2010: Av Mevsimi
- 2018: Yanımda Kal

Serien
- 2008: Paramparça Aşklar
- 2009: Kül ve Ateş
- 2011: Dedektif Memoli
- 2013: Medcezir
- 2015: Maral: En Güzel Hikayem
- 2016: Bodrum Masalı
- 2017: İstanbullu Gelin
- 2018: Şahin Tepesi
- 2019–2021: Mucize Doktor
- seit 2021: Yasak Elma
- 2021: Öğrenci Evi